# Амит, Ицхак
Ицхак Амит (ивр. יצחק עמית‎, урождённый Ицхак Гольдфройнд (ивр. יצחק גולדפריינד‎), род. 20 октября 1958, Тель-Авив) — судья Верховного суда Израиля, занимающий должность председателя Верховного суда Израиля с 13 февраля 2025 года. Амит считается либеральным судьёй и оказал большое влияние на Верховный суд Израиля.

## Ранние годы и образование
Амит родился и вырос в Тель-Авиве. Он учился в религиозной средней школе и окончил её в 1976 году. Амит служил в Армии обороны Израиля офицером в подразделении 8200 и был демобилизован в 1980 году. В 1981 году он начал изучать право в Еврейском университете в Иерусалиме и в 1985 году с отличием окончил его, получив степень бакалавра права.

## Карьера
В 1986 году Амит получил лицензию на юридическую практику и работал юристом в частной практике. 
В 1997 году он был назначен судьёй мирового суда Акко, а затем судьёй мирового суда Хайфы. Затем он стал судьёй окружного суда Хайфы. В августе 2009 года он был избран в Верховный суд и вступил в должность в октябре 2009 года. Ожидалось, что в 2023 году Амит станет председателем Верховного суда после ухода на пенсию Эстер Хают. Однако из-за возражений министра юстиции Ярива Левина Узи Фогельман стал исполняющим обязанности председателя Верховного суда Израиля с 16 октября 2023 года до своей отставки по достижении пенсионного возраста 1 октября 2024 года. 
После ухода Фогельмана с поста Амит стал исполняющим обязанности председателя Верховного суда Израиля до тех пор, пока Комитет по отбору судей не назначит постоянного председателя. С 2023 по 2025 год министр юстиции Левин блокировал назначение Амита на пост постоянного председателя, который был назначен на основе давней традиции старшинства, утверждая, что он обладает дискреционными полномочиями в отношении созыва комитета, личности кандидатов, выносимых на голосование, и сроков такого голосования, но был вынужден объявить голосование после единогласного решения Высокого суда. Амит был назначен главным судьёй 26 января 2025 года и приведён к присяге 13 февраля 2025 года президентом Израиля Ицхаком Герцогом, при этом Левин бойкотировал инаугурацию.